# Despot (Titel)
Der Titel Despotes bzw. Despot (altgriechisch δεσπότης despótēs Gebieter, Herrscher) wurde im Jahr 1163 vom byzantinischen Kaiser Manuel I. Komnenos (regierte 1143–1180) als höchster Titel nach dem des Basileus (Kaisers) eingeführt.
Der Titel des Despotes war für die höchste Aristokratie reserviert. Ein Despot konnte Inhaber einer Despotie oder Despotats sein, war aber auch ab 1261 der Titel des Thronfolgers, der gleichzeitig der Herrscher im Despotat Morea war. Die weibliche Form Despoina (altgriechisch δέσποινα) bezeichnet einen weiblichen Despoten oder die Ehefrau eines Despoten.
Auch außerhalb Byzanz’, vor allem in Südosteuropa, verbreitete sich der Titel als höchster Herrschertitel. So wurde Béla III. von Ungarn (regierte 1172–1196) der erste nichtbyzantinische Despotes. In der Regel wurde deren Herrschaftsgebiet dann als Despotat bezeichnet, wie das Despotat Epirus oder das Despotat Dobrudscha. Im Despotat Epirus war Despot der Titel des Herrschers über den byzantinischen Nachfolgestaat. Im mittelalterlichen Serbien wurde der Despot (siehe Serbische Despoten) unter dem Kaiser Stefan Dušan eingeführt, der damit die byzantinischen Ämter und Titel übernahm. Die serbischen Despoten des 15. Jahrhunderts erhielten zwischen 1402 und 1453 ihre Titel immer vom byzantinischen Kaiser, danach vom ungarischen König.
Nachdem sich das byzantinische Hofzeremoniell endgültig durchgesetzt hatte, blieb der Titel der höchste Herrschertitel nach dem des Basileus, und seine Vergabe war mit der Auflösung des serbischen Kaiserreiches einzig dem byzantinischen Basileus vorbehalten. Das schloss auch die Anerkennung des byzantinischen Kaisers als eine Art primus inter pares mit ein. 
In der byzantinischen Liturgie wird der Priester vom Diakon bis heute als Despot angesprochen. Dieser Titel ist neutral im Sinne von „Herrscher“ zu verstehen, ohne die heute übliche negative Bedeutung „Gewaltherrscher“.